# Aeródromo de Oma
El Aeródromo de Oma (ruso: Аэродром Oma; ICAO: ; IATA: ) es una pequeña pista situada 1 km al noreste de Oma, en Nenetsia, un distrito autónomo del óblast de Arjánguelsk, Rusia.
Las instalaciones son gestionadas por la compañía por acciones "Destacamento Aéreo de Narian-Mar" (ruso: ОАО "Нарьян-Марский объединенный авиаотряд"), anteriormente conocida como "Narian-Mar Airlines".
El espacio aéreo está controlado desde el FIR de Arjánguelsk-Talagi (ICAO: ULAA)

## Pista
El aeródromo de Oma consiste en dos pequeñas pistas de tierra, en configuración cruzada, en direcciones 10/28 y 03/21 de 600x60 m. (1.968x197 pies) y 550x60 m. (1.804x197 pies) respectivamente.

## Aerolíneas y destinos
El Destacamento Aéreo de Narian Mar vuela regularmente a este aeródromo regional.